# مارينو ألونسو
مارينو ألونسو (بالإسبانية: Marino Alonso)‏ ولد بتاريخ 16 نوفمبر 1965 في زامورا، إسبانيا، هو دراج إسباني سابق. سبق أن شارك في دورة الألعاب الأولمبية الصيفية.

## روابط خارجية
- مارينو ألونسو على موقع أرشيف الدراجات (الإنجليزية)
- مارينو ألونسو على موقع إحصائيات الدراجات الإحترافية (الإنجليزية)
- مارينو ألونسو على موقع نسبة الدراجات (الإنجليزية)
- مارينو ألونسو على موقع أوليمبيديا (الإنجليزية)